# Podrečje
Podrečje este o localitate din comuna Domžale, Slovenia, cu o populație de 344 de locuitori.